# Anthony Newley
Anthony George Newley (Londra, 24 settembre 1931 – Jensen Beach, 14 aprile 1999) è stato un attore e cantautore inglese.

## Biografia
Nato a Londra nel quartiere di Hackney, iniziò a recitare da bambino, verso la fine degli anni '40 nei film Vice versa (1948) e Le avventure di Oliver Twist (1948).
Negli anni '50 lavorò anche alla radio, mentre nel film Idol on Parade interpretò un cantante chiamato a fare il servizio militare. Iniziò la carriera nel mondo musicale nel maggio 1959, quando la sua canzone I've Waited So Long raggiunse le posizioni alte delle classifiche grazie alla sua presenza proprio nel film Idol on Parade. Realizzò diverse hit da classifica nei primi anni '60. 
Nel 1960 arrivò in prima posizione nella Official Singles Chart con Why.
Partecipò alla serie TV The Strange World of Gurney Slade. Nel 1963 vinse il Grammy Award per la canzone dell'anno, in riferimento a What Kind of Fool Am I?. Tra gli altri suoi brani più famosi vi sono Gonna Build a Mountain, Once in a Lifetime, The Joker e le sue versioni di Strawberry Fair e Pop Goes the Weasel.
Inoltre fu coautore del brano Goldfinger, usato nel Agente 007 - Missione Goldfinger (terzo della serie di James Bond), la cui musica è di John Barry, e Feeling Good, portata al successo da Nina Simone prima e interpretata decenni dopo anche dai Muse e da Michael Bublé.
Collaborò anche con Tony Bennett, Sammy Davis Jr., Shirley Bassey, Herbert Kretzmer e Leslie Bricusse. Con quest'ultimo scrisse il musical Stop the World – I Want to Get Off, che diventò un film nel 1966. Proprio per questo lavoro, nel 1963, ottenne la candidatura al Tony Award al miglior attore protagonista in un musical. Nel 1965 ebbe una candidatura per il Tony Award alla miglior regia di un musical per The Roar of the Greasepaint - The Smell of the Crowd.
Scrisse le musiche del leggendario film Willy Wonka e la fabbrica di cioccolato (1971), Nel 1972 ottenne la candidatura all'Oscar alla migliore colonna sonora.
Morì a Jensen Beach (Florida), all'età di 67 anni, a causa di un cancro ai reni.

## Vita privata
Dal 1956 al 1963 è stato sposato con Ann Lynn, con cui ha avuto un figlio. In seguito, fino al 1970, è stato sposato con l'attrice Joan Collins, dalla cui unione sono nati Tara Newley e Sacha. Si è risposato una terza volta ed ha avuto altri due figli da una hostess.

## Filmografia parziale

### Cinema
- Vice versa, regia di Peter Ustinov (1948)
- Le avventure di Oliver Twist (Oliver Twist), regia di David Lean (1948)
- Sopra di noi il mare (Above Us the Waves), regia di Ralph Thomas (1955)
- Sopravvissuti: 2 (The Cockleshell Heroes), regia di José Ferrer (1955)
- X contro il centro atomico (X: The Unknown), regia di Leslie Norman (1956)
- Fuoco nella stiva (Fire Down Below), regia di Robert Parrish (1957)
- Kasim, furia dell'India (The Bandit of Zhobe), regia di John Gilling (1959)
- Idol on Parade, regia di John Gilling (1959)
- Il favoloso dottor Dolittle (Doctor Dolittle), regia di Richard Fleischer (1967)
- Dolce novembre (Sweet November), regia di Robert Ellis Miller (1968)

### Televisione
- Colonnello March (Colonel March of Scotland Yard) – serie TV, episodio 1x21 (1956)
- Assignment Foreign Legion – serie TV, episodio 1x19 (1957)
- La signora in giallo (Murder, She Wrote) - serie TV, episodio 4x06 (1987)

## Doppiatori italiani
- Cesare Barbetti in X contro il centro atomico, Il favoloso dottor Doolittle (nei dialoghi)
- Ferruccio Amendola in Le avventure di Oliver Twist
- Pino Locchi in Fuoco nella stiva
- Gianfranco Bellini in Kasim furia dell'India
- Gianni Marzocchi in Il favoloso dottor Doolittle (nel canto)

## Discografia parziale
Album studio
- 1955 Cranks
- 1960 Love is a Now and Then Thing
- 1961 Tony
- 1964 In My Solitude
- 1965 Who Can I Turn To?
- 1966 Who Can I Turn To?
- 1966 Newley Delivered
- 1966 Newley Recorded
- 1966 The Genius of Anthony Newley
- 1967 Anthony Newley Sings the Songs from Doctor Dolittle
- 1969 The Romantic World of Anthony Newley
- 1970 For You
- 1971 Pure Imagination
- 1972 Ain't It Funny
- 1977 The Singers and His Songs
- 1985 Mr Personality
- 1992 Too Much Woman
- 2012 The Last Song – The Final Recordings